# Dickson Mkami
Dickson Marwa Mkami, född 9 mars 1982, är en tanzaniansk långdistanslöpare. Han bytte nationstillhörighet 2004, innan detta var han kenyan.